# براد ميكا
براد ميكا (بالإنجليزية: Brad Mika)‏ هو لاعب اتحاد الرغبي نيوزلندي، ولد في 2 يونيو 1981 في أوكلاند في نيوزيلندا.

## وصلات خارجية
- براد ميكا عل موقع إسبنسكروم (الإنجليزية)
- براد ميكا على موقع ItsRugby.co.uk (الإنجليزية)